# Bodemtandkaak
De bodemtandkaak (Enoplognatha thoracica) is een spinnensoort in de taxonomische indeling van de kogelspinnen (Theridiidae).
Het dier komt uit het geslacht Enoplognatha. Enoplognatha thoracica werd in 1833 beschreven door Carl Wilhelm Hahn.